# بيتر هيتشنز
بيتر جوناثون هيتشنز (بالإنجليزية: Peter Jonathan Hitchens)‏ المولود يوم 28 أكتوبر 1951 هو صحفي ومؤلف بريطاني أنجليكاني من أصل يهودي نشر ستة كتب بما فيها كتاب تطهير بريطانيا وثورة ضد الإله والحرب التي لم تحارب. يكتب هيتشنز في صحف بريطانية وكان مراسلاً خارجياً في موسكو وواشنطن، ولا زال يعمل مُراسِلًا بشكل غير دائم وقد حصل على جائزة أوريل (Orwell) لعمله مُراسِلًا في عام 2010، وهو الشقيق الأصغر للكاتب والصحفي الملحد كريستوفر هيتشنز.

## روابط خارجية
- بيتر هيتشنز على موقع IMDb (الإنجليزية)